# Râul Tămășești, Sălaj
Râul Tămășești este un curs de apă, afluent al râului Sălaj. 